# 라테일
라테일(La Tale)은 액토즈소프트에서 만든 윈도를 기반으로 하는 PC 2D 횡스크롤 게임이다. 2006년 2월 22일에 오픈 베타 테스트를 시작했고 2006년 7월 21일에 정식 서비스를 시작했다. 아기자기한 캐릭터와 다양한 의상들이 특징이며 청소년 탤런트 고아라가 이 게임의 광고에 출연하여 화제가 되기도 하였다. 2011년 12월에 폭풍 패치, 2012년 12월 3차 전직 업데이트를 하였다. 그리고 2016년을 기준으로 하여 레전드 스킬이 추가되고 ,지금도 업데이트가 활발히 이루어지고 있다. 지금 최고 레벨은 트레져 케이브 업데이트로 초월 콘텐츠가 출시되어 초월 9999레벨이다. 2020년 봄, 여름 업데이트로 오랫동안 풀리지 않은 프레이오스의 지역들의 이야기가 하나 둘씩 풀리기 시작했고, 길드 연합의 중심가 포탈이 열렸으며, 앞으로도 흥미로운 이야기가 많이 남아있는 RPG 게임이다. 또한 이번 2021년 신규직업 " 윈디아 " 의 등장으로 더 많은 계획이 밝히면서 흥미로워진 라테일의 본격 개막을 열었다.

## 같이 보기
- 메이플스토리